# Xylotrechus shimomurai
Xylotrechus shimomurai är en skalbaggsart som beskrevs av Ikeda 1994. Xylotrechus shimomurai ingår i släktet Xylotrechus och familjen långhorningar.
Artens utbredningsområde är Taiwan. Inga underarter finns listade i Catalogue of Life.